# Simone Tebet
Simone Nassar Tebet (Três Lagoas, 22 febbraio 1970) è una politica e avvocata brasiliana, ministra della pianificazione, del bilancio e della gestione dal 2023.

## Biografia
Figlia di genitori entrambi di origini libanesi, Simone Tebet si è laureata in diritto all'Università federale di Rio de Janeiro e ha conseguito un master in diritto pubblico alla Pontificia università cattolica di San Paolo.

### Carriera
Ha iniziato nel 1992 lavorando come docente universitaria presso l'Università cattolica Dom Bosco, poi all'Università Anhanguera-Uniderp e successivamente all'Università federale del Mato Grosso do Sul.
Nel 2002 è entrata in politica venendo eletta deputata per il Mato Grosso do Sul con 25.251 voti, diventando la donna più votata dell'anno.
Viene eletta nel 2004 come sindaca di Três Lagoas, diventando la prima donna ad assumere questa carica, carica che è entrata in vigore il 1º gennaio successivo. È rimasta sindaca fino al 31 marzo 2010, consegnando le dimissioni per poter diventare candidata a vicegovernatrice del Mato Grosso do Sul. Lo diventa divenendo la prima donna a ricevere quest'incarico, rimanendo dal 2011 al 2015.
Alle elezioni del 2014 viene eletta senatrice per il suo Stato.
Si presenta come candidata per le elezioni del 2022 come terza via. Il Movimento Democratico Brasiliano ha ufficializzato la sua candidatura il 27 luglio 2022. Ciononostante, alcune fazioni del suo partito di alcuni stati avrebbero affermato di non sostenere la sua candidatura, bensì quella di Lula. Dopo alcuni colloqui, il partito ha pubblicato una nota dicendo che il partito avrebbe dato pieno sostegno a Simone Tebet.
Alleandosi col Partito della Social Democrazia Brasiliana e con Cidadania, ha nominato in caso di vittoria Mara Gabrilli come vicepresidente.
Il 2 ottobre 2022, giorno delle elezioni, non è riuscita a raggiungere il ballottaggio, ottenendo il 4,16% dei voti. Per il ballottaggio, ha deciso di sostenere l'ex-presidente Luiz Inácio Lula da Silva, il quale, eletto capo dello Stato, la nomina come nuovo ministro del bilancio.

## Vita privata
È sposata con Eduardo Rocha, deputato di stato per il Mato Grosso do Sul, con il quale ha due figlie: Maria Eduarda e Maria Fernanda; Simone è cristiana cattolica.